# Linsidomine
Linsidomine (3-morpholinosydnonimine hoặc SIN-1) là thuốc giãn mạch. Thuốc là chất chuyển hóa của thuốc chống đau thắt ngực molsidomine và hoạt động bằng cách giải phóng NO từ các tế bào nội mô mà không cần enzym. Thuốc cũng làm tăng phân cực màng tế bào thông qua tác động đến bơm natri-kali và do đó làm cho màng tế bào kém phản ứng hơn với kích thích adrenergic. Tiêm linsidomine với liều 1 mg tạo ra sự cương cứng có thể sử dụng được ở khoảng 70% bệnh nhân và cương cứng hoàn toàn ở 50% bệnh nhân. Linsidomine dường như không liên quan đến chứng cương cứng.
Linsidomine có độc tính thần kinh và thúc đẩy stress oxy hóa lên tế bào thần kinh. Linsidomine là hợp chất tạo ra peroxynitrit liên quan đến quá trình sinh bệnh của các bệnh thoái hóa thần kinh.